# Вести Дубны
«Ве́сти Дубны́» — ныне закрытая еженедельная газета Дубны (Московская область). Распространялась в пределах наукограда и северного Подмосковья. Полноцветное еженедельное издание, выходило на 16 полосах по средам. Тираж газеты составлял 5 000 экземпляров.
«Вести Дубны» освещали деятельность наукограда, научные достижения Объединённого института ядерных исследований, развитие особой экономической зоны «Дубна», территориального инновационного кластера «Дубна» и Государственного университета «Дубна», деятельности влиятельных предприятий города, администрации, Совета депутатов, образовательных, культурных и спортивных учреждений. На сайте издания ежедневно публиковались новости о событиях в стране, области и наукограде, интервью.
90 % интернет-аудитории издания проживают в России, 10 % — из Европы и США (сотрудники Объединённого института ядерных исследований, работающие за рубежом и студенты, обучающиеся в аспирантуре университетов разных стран).

## История
Газета была зарегистрирована в качестве СМИ в 1990 году. В 2009 году при поддержке Министерства по делам печати и информации Московской области было создано «Дубненское информационное агентство». Оно стало издавать общественно-политическую городскую газету «Вести Дубны». 11 ноября того же года Советом депутатов города Дубны «Вести Дубны» стали новым официальным печатным изданием города.
Учредители газеты «Вести Дубны» — «Дубненское информационное агентство», администрация города Дубны, Совет депутатов города Дубны, а также «Сергиево-Посадское информационное агентство» и «Редакционно-информационный центр Московской области».
По состоянию на сентябрь 2021 года главным редактором газеты являлась Людмила Пирогова. Штат сотрудников состоял из 11 человек.
31 декабря 2022 года газета была закрыта, весь коллектив уволен. Часть сотрудников продолжили независимую работу в соцсетях издания под новым названием Дубна | Вести